# 莫愚
莫 愚（ばく ぐ、生没年不詳）は、明代の官僚。本貫は桂林府臨桂県。

## 生涯
1417年（永楽15年）、郷試に及第した。後に工部郎中に進んだ。1430年（宣徳5年）、常州府知府として出向した。莫愚は常州府の属県の宜興県から歳貢する茶の数量を減らすよう奏請した。常州府の民の陳思保は12歳で、代々漁業を営んでいた。その父兄が強盗を行い、陳思保は舟中にいた。法吏は陳思保を従犯として、斬刑に相当すると論告した。莫愚は「小児はその父兄を頼るもので、仲間として従うものではありません。家族全員を舟居させれば、家ごと連座させるのでしょうか」と上疏した。宣徳帝は陳思保を釈放するよう命じ、莫愚の仁心を評価した。1441年（正統6年）、任期を満了したが、常州府の民が留任を請願した。江南諸府巡撫の周忱がこのことを奏聞すると、英宗の命により莫愚は2階位を進められて再び常州府に赴任した。